# Felsőnána
Felsőnána è un comune dell'Ungheria centro-meridionale di 641 abitanti (dati 2008). È situato nella contea di Tolna.